# Qualea dinizii
Qualea dinizii är en tvåhjärtbladig växtart som beskrevs av Adolpho Ducke. Qualea dinizii ingår i släktet Qualea och familjen Vochysiaceae. Inga underarter finns listade i Catalogue of Life.